# Trichodactylus fluviatilis
O caranguejo-de-água-doce, ou caranguejo-dulcícola (nome científico: Trichodactylus fluviatilis) é uma espécie de crustáceo dulcícola encontrada distribuída em rios costeiros ao longo da faixa litorânea do Brasil, desde Pernambuco ao Rio Grande do Sul.

## Características
O caranguejo-de-água-doce possui uma coloração marrom quando adulto e negra quando jovem. Os machos possuem uma carapaça mais escura que a das fêmeas e costumam ser menores. Tem um tamanho pequeno para um caranguejo, apesar de poder ser encontrado em tamanhos maiores. Em algumas localidades a população de caranguejos acabou se tornando de indivíduos menores devido à coleta dos maiores para fins de alimentação e por impactos ecológicos causados no sistema hídrico em que o animal vive.
Além da diferença no tamanho da carapaça, as fêmeas apresenta um tamanho maior do abdome pois utilizam essa parte do corpo para armazenar ovos e recém-nascidos. Através dessa característica a fêmea é mais facilmente diferenciada do macho.

## Comportamento e ecologia
Possuem hábitos crípticos e noturnos, permanecendo escondidos em tocas, fendas e buracos de rochas e troncos submersos, nos restos de plantas encontradas debaixo d’água ou entre as raízes e folhas da vegetação ribeirinha.
Os caranguejos dulcícolas desempenham papel importante na cadeia trófica, atuando em diversos níveis: como herbívoros, predadores de vertebrados e invertebrados, bem como necrófagos, alimentando-se de animais mortos. Eles têm importância como processadores eficientes de matéria orgânica ao atuarem como herbívoros, o que contribui na ciclagem de nutrientes e no fluxo de energia nos sistemas hídricos de água doce. Na qualidade de presa, esses caranguejos fazem parte da dieta de insetos, peixes, aves, répteis e mamíferos aquáticos.
A degradação progressiva dos ambientes aquáticos através de poluição, desmatamento, assoreamento, etc., é um potencial fator para afetar a ocorrência de crustáceos. Um estudo de 2006 revela a percepção de moradores do povoado de Pedra Branca (BA), da diminuição da população da espécie na Serra da Jiboia dentro de anos a partir de ações antrópicas que levaram ao assoreamento da corrente de água que passava pelo povoado.
O caranguejo-de-água-doce foi incluído na Lista Vermelha de espécies ameaçadas como "vulneráveis" em vários estados brasileiros.

## Reprodução
Caranguejos de água doce produzem poucos ovos com grandes dimensões e apresentam desenvolvimento pós-embrionário direto, sendo que as fases larvais completam-se ainda dentro do ovo. Na eclosão são liberados indivíduos jovens e com características semelhantes ao adulto.

## Potencial  bioindicador
O caranguejo-de-água doce tem uma capacidade bioacumuladora de metais podendo assim ser usado como bioindicador, ou seja, analisando a concentração de metais específicos em caranguejos necropsiados, é possível estimar as frações potencialmente biodisponíveis do elemento no meio em que o animal viveu ou entender a composição geológica da região. As diferenças não usuais nas concentrações de metais nos caranguejos são comumente associadas a atividades antrópicas dos locais de coletas dos decápodos, sendo assim um possível indicador para o nível de poluição do local.